# Karl-Arne Westerberg
Karl Arne Westerberg född 11 december 1929, död 17 april 2014, var en svensk lärare och aktivist inom narkotikaområdet. Han var politiskt aktiv socialdemokrat och grundade, tillsammans med sin dåvarande hustru Ulla Westerberg, Hasselakollektivet i Hassela 1969. 